# Cultivo de carbono
El cultivo de carbono es el nombre de una variedad de métodos agrícolas destinados a secuestrar el carbono atmosférico en el suelo y en las raíces, la madera y las hojas de diferentes cultivos. Aumentar el contenido del material orgánico del suelo puede ayudar al crecimiento de las plantas, aumentar el contenido total de carbono, mejorar la capacidad de retención de agua del suelo y reducir el uso de fertilizantes. A partir de 2016, las variantes de cultivo de carbono alcanzaron cientos de millones de hectáreas a nivel mundial de las casi 5 mil millones de hectáreas de tierras agrícolas mundiales. Los suelos pueden contener hasta un cinco por ciento de carbono en peso, incluida la materia vegetal y animal en descomposición y el biocarbón.
Las técnicas de gestión de la tierra que se pueden combinar con la agricultura de carbono incluyen frenar la deforestación, plantar árboles y restaurar bosques; enterrar el biocarbón producido por la biomasa convertida anaeróbicamente, y restaurar los ecosistemas de humedales, ya que los lechos de carbón son los restos de marismas y turberas.

## Técnicas

### Carbono del suelo

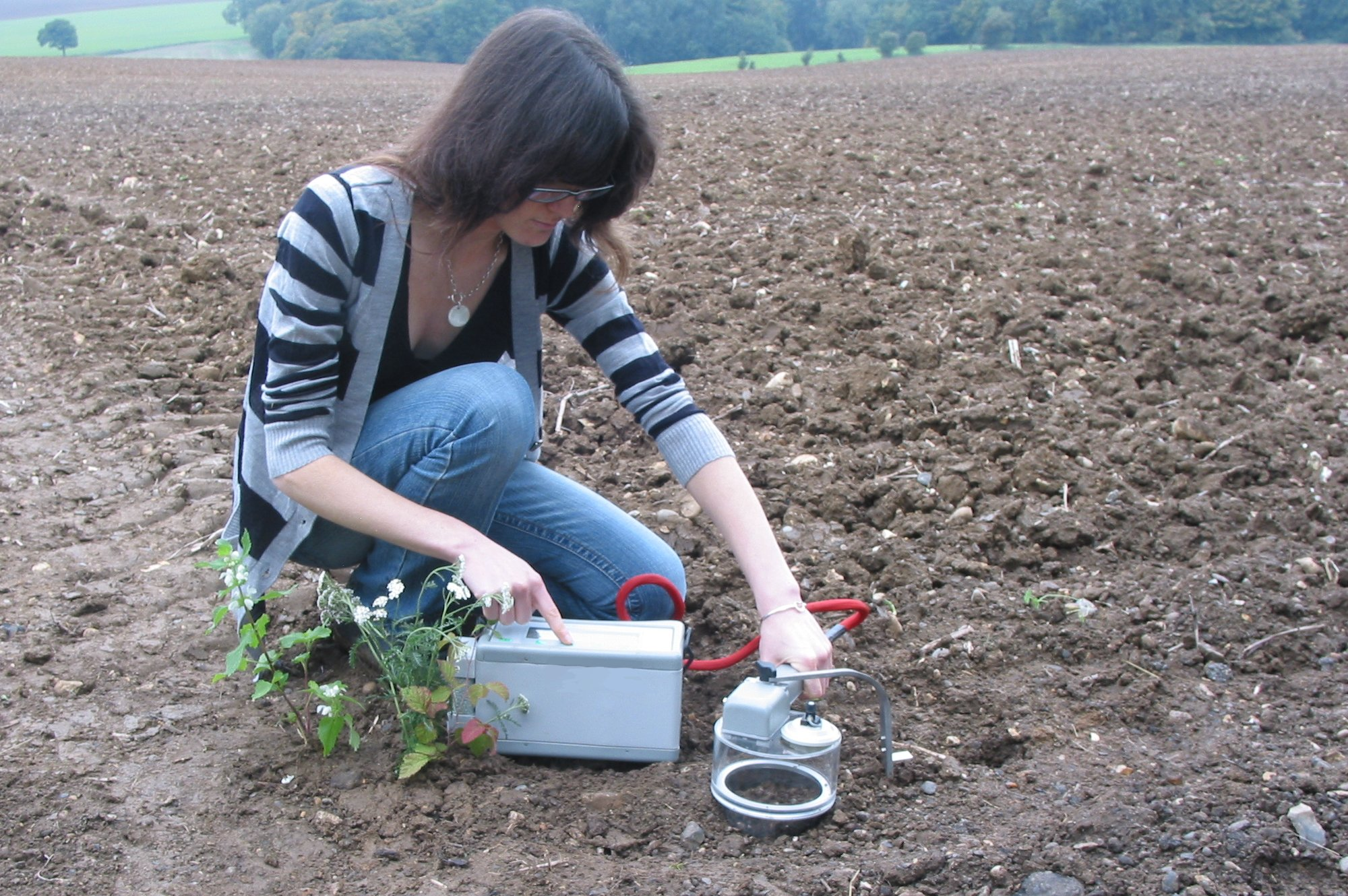
Un dispositivo SRS1000, utilizado para medir la respiración del suelo en el campo.

En parte, se cree que el carbono del suelo se acumula cuando la materia orgánica en descomposición se mezcla físicamente con el suelo. De manera más reciente se ha enfatizado el papel de las plantas vivas en el carbono del suelo. Las raíces pequeñas mueren y se pudren mientras la planta está viva, depositando carbono debajo de la superficie. Además, a medida que las plantas crecen, sus raíces inyectan carbono en el suelo, alimentando las micorrizas. Se estima que 12.000 millas de sus hifas viven en cada metro cuadrado de suelo saludable de alta calidad.

### Bambú

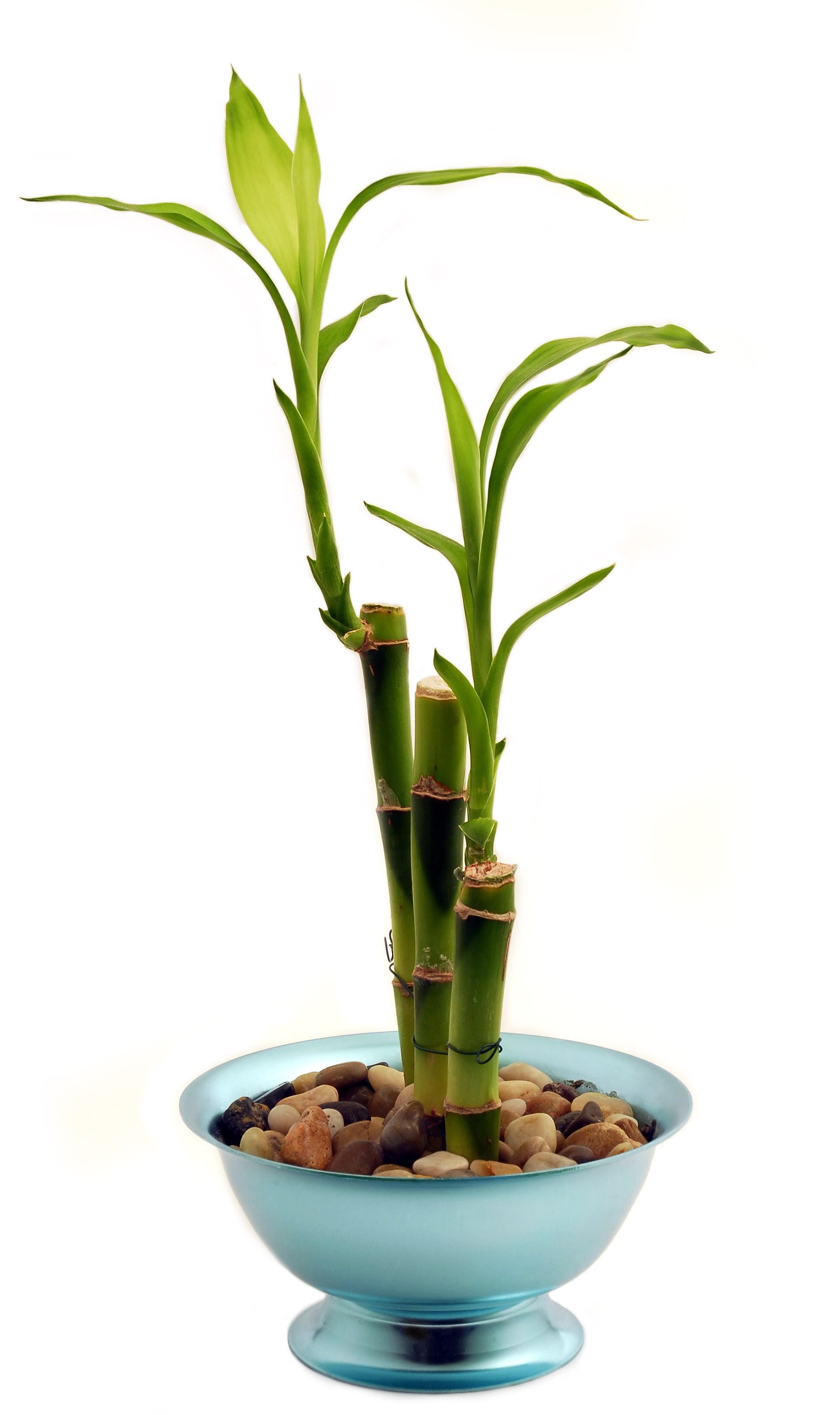
Planta de bambú

Aunque un bosque de bambú almacena menos carbono total que un bosque maduro de árboles, una plantación de bambú secuestra carbono a un ritmo mucho más rápido que un bosque maduro o una plantación de árboles. Por lo tanto, el cultivo de madera de bambú puede tener un potencial significativo de secuestro de carbono.

### Cultivo de algas

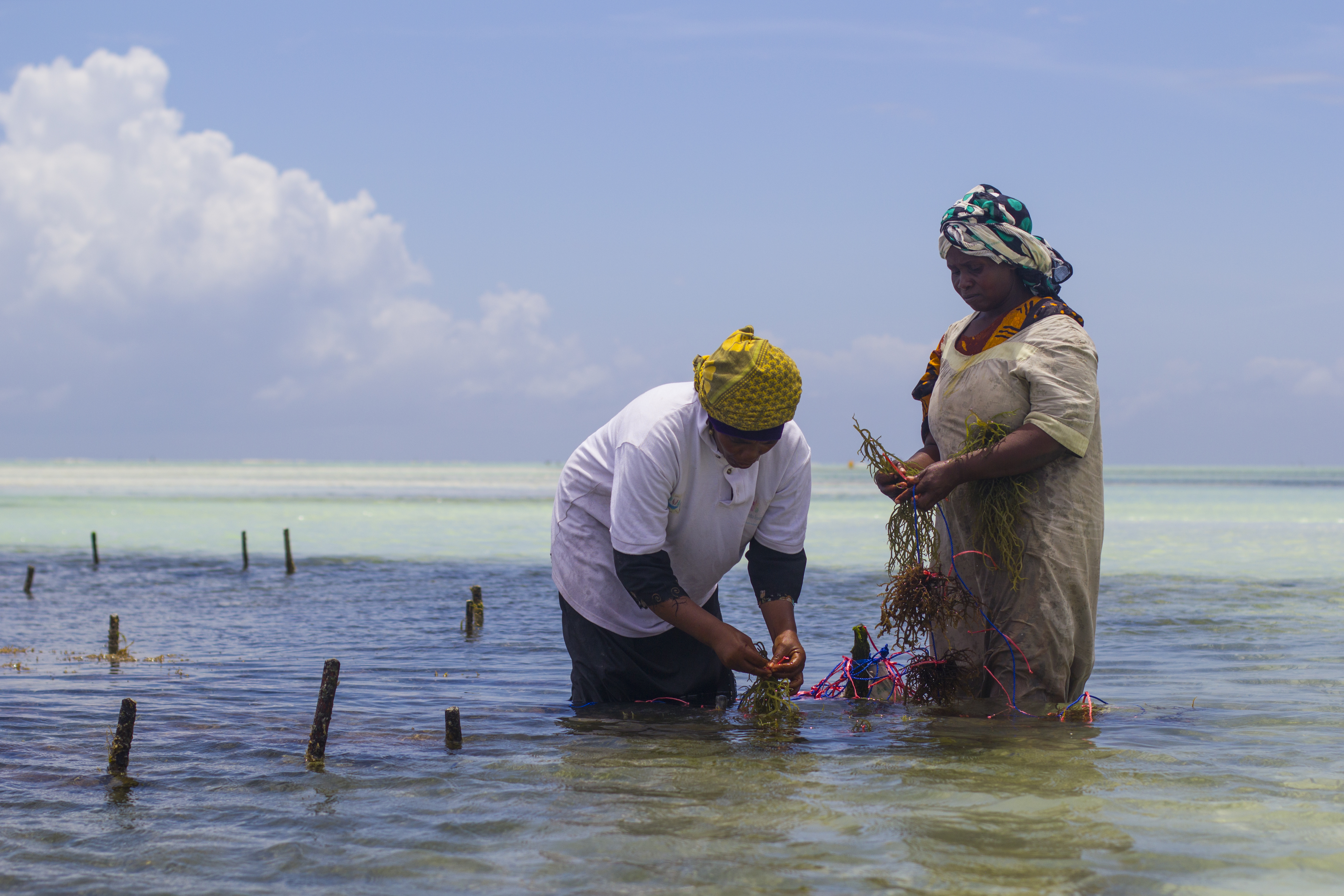
Mujeres trabajando en un cultivo de algas.

El cultivo de algas marinas a gran escala (llamado "forestación oceánica") podría secuestrar grandes cantidades de carbono. La forestación de solo el 9% del océano podría secuestrar 53 mil millones de toneladas de dióxido de carbono al año. El Informe especial del IPCC sobre los océanos y la criosfera en un clima cambiante recomienda "una mayor atención a la investigación" sobre las algas marinas como táctica de mitigación.

### Restauración de humedales

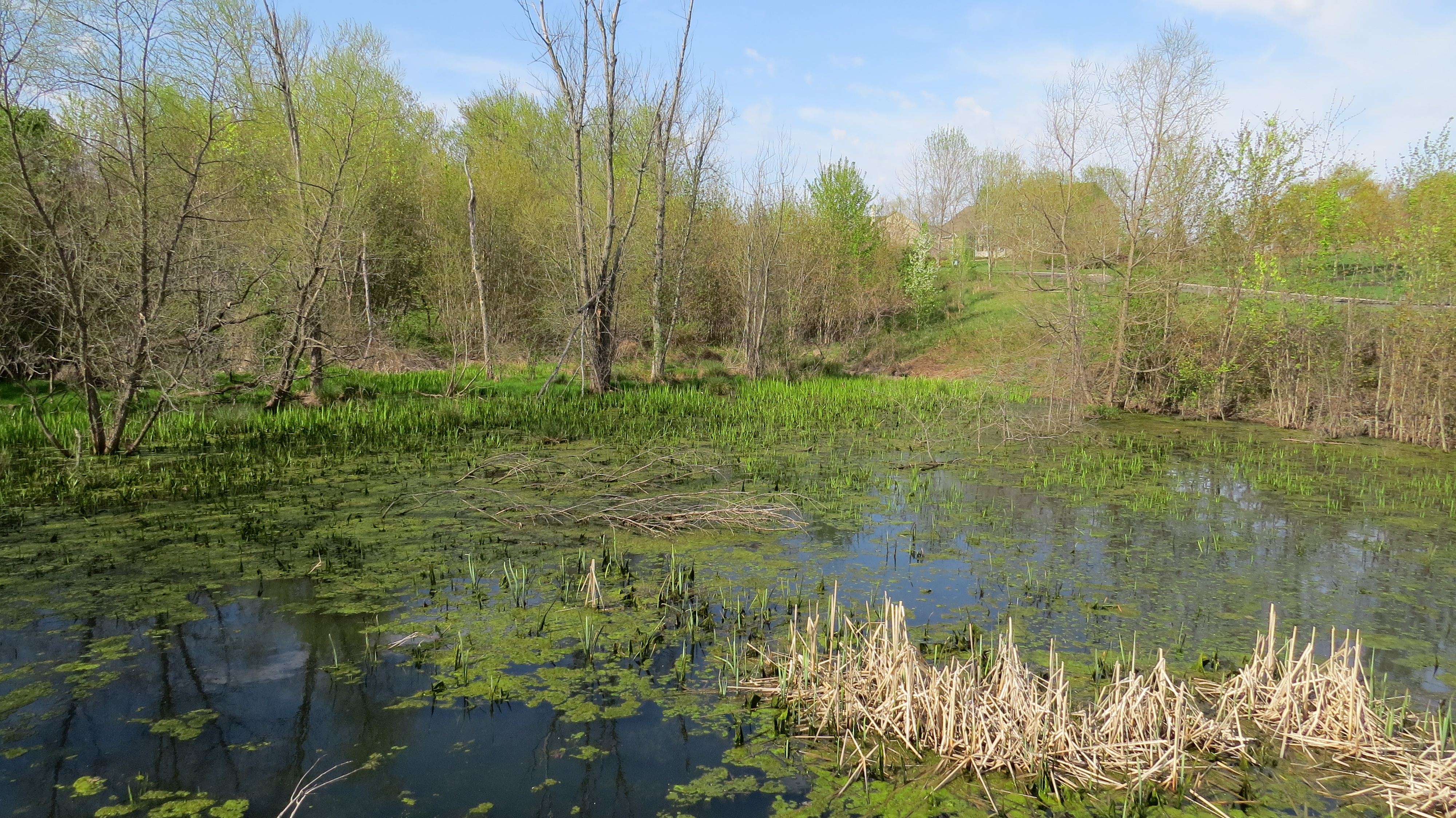
Un ejemplo de un ecosistema de humedales saludable.

Los humedales se crean cuando el agua se desborda en un suelo con mucha vegetación, lo que hace que las plantas se adapten a un ecosistema inundado. Los humedales pueden ocurrir en tres regiones diferentes. Los humedales marinos se encuentran en áreas costeras poco profundas, los humedales de mareas también son costeros pero se encuentran más hacia el interior, y los humedales sin mareas se encuentran tierra adentro y no tienen los efectos de las mareas. El suelo de los humedales es un importante sumidero de carbono. El 14,5% del carbono del suelo del mundo se encuentra en los humedales, mientras que solo el 5,5% de la tierra del mundo está compuesta por humedales. Los humedales no solo son un gran sumidero de carbono, sino que tienen muchos otros beneficios, como recolectar agua de inundación, filtrar los contaminantes del aire y del agua y crear un hogar para numerosas aves, peces, insectos y plantas.
El cambio climático podría alterar las capacidades de almacenamiento de carbono que tiene el suelo y convertirlo de un sumidero a una fuente de carbono. Con el aumento de las temperaturas, se produce un aumento de los gases de efecto invernadero proveniente de los humedales, especialmente en lugares con permafrost. Cuando el permafrost se derrite, aumenta el oxígeno y el agua disponibles en el suelo. Debido a esto, las bacterias en el suelo crearían grandes cantidades de dióxido de carbono y metano para ser liberadas a la atmósfera.
Las turberas contienen aproximadamente el 30 por ciento del carbono de nuestro ecosistema. Cuando los humedales se drenan para la agricultura y la urbanización, debido a que las turberas son tan vastas, grandes cantidades de carbono se descomponen y emiten CO2 a la atmósfera. La pérdida de una turbera podría producir potencialmente más carbono que entre 175 y 500 años de emisiones de metano.
Si bien el vínculo entre el cambio climático y los humedales aún no se conoce por completo, los humedales son zonas permanentemente amenazadas. Tampoco está claro cómo los humedales restaurados manejan el carbono sin dejar de ser una fuente contribuyente de metano. Sin embargo, la preservación de estas áreas ayudaría a prevenir una mayor liberación de carbono a la atmósfera.

### Agricultura
En comparación con la vegetación natural, los suelos de las tierras de cultivo tienen menor presencia de carbono orgánico del suelo (COS). Cuando se produce un cambio en el uso del suelo y se convierte de terreno natural o seminatural, como bosques, pastizales, estepas y sabanas, en terrenos para agricultura, el contenido de COS en el suelo se reduce en aproximadamente un 30–40%. Esta pérdida se debe a la eliminación de material vegetal que contiene carbono a través de la cosecha. Cuando cambia el uso de la tierra, el carbono del suelo aumenta o disminuye. Este cambio continúa hasta que el suelo alcanza un nuevo equilibrio. Las desviaciones de este equilibrio también pueden verse afectadas por la variación del clima. La disminución se puede contrarrestar aumentando la entrada de carbono. Esto se puede hacer mediante varias estrategias, por ejemplo, dejando los residuos de la cosecha en el campo, utilizando estiércol o generando cultivos perennes rotativos. Los cultivos perennes tienen una mayor fracción de biomasa subterránea, lo que aumenta el contenido de COS. A nivel mundial, se estima que los suelos contienen > 8.580 gigatoneladas de carbono orgánico, unas diez veces la cantidad en la atmósfera y mucho más que en la vegetación.
La modificación de las prácticas agrícolas es un método reconocido de secuestro de carbono, ya que el suelo puede actuar como un sumidero de carbono efectivo que compensa hasta un 20% de las emisiones de dióxido de carbono de 2010 anualmente. La agricultura orgánica y las lombrices de tierra pueden compensar con creces el exceso de carbono anual de 4 Gt / año.
Los métodos de reducción de emisiones de carbono en la agricultura se pueden agrupar en dos categorías: reducir y/o desplazar las emisiones y mejorar el secuestro de carbono. Las reducciones incluyen el aumento de la eficiencia de las operaciones agrícolas (por ejemplo, equipos que consumen menos combustible) y la interrupción del ciclo natural del carbono. 

### Suelo profundo
Aproximadamente la mitad del carbono del suelo se encuentra en suelos profundos. Aproximadamente el 90% de este suelo se estabiliza mediante asociaciones minerales-orgánicas.

### Biocarbón
La mezcla de biocarbón quemado anaeróbicamente en el suelo secuestra aproximadamente el 50% del carbono de la biomasa. A nivel mundial, hasta el 12% de las emisiones antropogénicas de carbono derivadas del cambio de uso de la tierra (0,21 gigatoneladas) se pueden compensar anualmente en el suelo, si la tala y quema se reemplaza por tala y carbón. Los desechos agrícolas y forestales podrían sumar unas 0,16 gigatoneladas por año. La producción de biocombustible utilizando biomasa moderna puede producir un subproducto de biocarbón mediante el secuestro por pirólisis de 30.6 kg por cada gigajulio de energía producida. El carbono secuestrado en el suelo se mide de forma fácil y verificable.

### Labranza
El cultivo de carbono minimiza la alteración de los suelos durante el ciclo de siembra, cultivo y cosecha. La labranza se evita utilizando sembradoras o técnicas similares. El ganado puede pisotear y/o comer los restos de un campo cosechado. El arado divide los agregados del suelo y permite que los microorganismos consuman sus compuestos orgánicos. El aumento de la actividad microbiana libera nutrientes, lo que inicialmente aumenta el rendimiento. A partir de ese momento, la pérdida de estructura reduce la capacidad del suelo para retener agua y resistir la erosión, reduciendo así el rendimiento.

### Pastoreo de ganado
El ganado, como todos los animales, es un productor neto de carbono. Los rumiantes como las vacas y las ovejas producen no solo CO2, sino también metano debido a los microbios que residen en su sistema digestivo. Una pequeña cantidad de carbono puede ser secuestrada en suelos de pastizales a través de exudados de raíces y estiércol. Al rotar regularmente el rebaño a través de múltiples praderas, las praderas pueden descansar y recuperarse entre los períodos de pastoreo. Este patrón produce pastizales estables con mucho forraje. Los pastos anuales tienen raíces menos profundas y mueren una vez que se pastorean. El pastoreo rotacional conduce a la sustitución de plantas anuales por plantas perennes con raíces más profundas, que pueden recuperarse después del pastoreo. Por el contrario, permitir que los animales se extiendan por un área grande durante un período prolongado puede destruir la pradera.

### Silvopastoreo
El silvopastoreo implica el pastoreo del ganado bajo la cubierta de árboles, con árboles lo suficientemente separados para permitir que la luz solar adecuada alimente la hierba.

### Mantillo orgánico
El mantillo cubre el suelo alrededor de las plantas con diferentes tipos de materiales orgánicos, protegiendo el suelo de la erosión. Alternativamente, los residuos de cultivos se pueden dejar en su lugar para que ingresen al suelo mientras se descompone.

### Compost
El compost secuestra el carbono en una forma estable (de difícil acceso). Los productores de carbono lo esparcen por la superficie del suelo sin labrar. Un estudio de 2013 encontró que una sola aplicación de abono aumentó de manera significativa y duradera el almacenamiento de carbono en los pastizales entre un 25% y un 70%. El secuestro continuado probablemente se debió a una mayor retención de agua y fertilización por descomposición del compost. Ambos factores apoyan una mayor productividad. Ambos sitios evaluados mostraron grandes aumentos en la productividad de los pastizales: un aumento de forraje del 78% en un sitio de valle más seco, mientras que un sitio costero más húmedo promedió un aumento del 42%. Las emisiones de CH
4 y N
2O no aumentaron significativamente. Los flujos de metano fueron insignificantes. Las emisiones de N
2O provenientes de los suelos de los pastizales templados modificados con fertilizantes químicos y abonos fueron órdenes de magnitud mayores que si se hubiera aplicado una técnica de compostaje. Otro estudio encontró que los pastizales tratados con 0,5 de abono comercial comenzaron a absorber carbono a una tasa anual de casi 1,5 toneladas / acre y continuaron haciéndolo en los años siguientes. Este estudio, sin embargo, no ha sido replicado desde su publicación en 2018.

### Cultivos de cobertura
Los cultivos de cobertura son especies de crecimiento rápido que se plantan para proteger los suelos de la erosión del viento y el agua durante la temporada de crecimiento. El cultivo de cobertura puede incorporarse al suelo para aumentar la materia orgánica del suelo. Los cultivos de cobertura de leguminosas también pueden producir una pequeña cantidad de nitrógeno. El contenido de carbono de un suelo no debe aumentarse sin asegurarse también que la cantidad relativa de nitrógeno también aumente para mantener un ecosistema de suelo saludable.

### Híbridos
Los cultivos perennes ofrecen potencial para secuestrar carbono cuando se cultivan en sistemas de múltiples capas. Un sistema utiliza cultivos básicos perennes que crecen en árboles análogos al maíz y frijoles, o enredaderas, palmeras y plantas herbáceas perennes.

## Críticas
Los críticos dicen que la agricultura regenerativa no puede adoptarse a una escala suficiente como para que haga una diferencia. Los estudios sobre el impacto del aumento de carbono del suelo en el rendimiento agrícola no han sido concluyentes.[cita requerida]
Otras críticas dicen que las prácticas de labranza cero pueden aumentar el uso de herbicidas, disminuyendo o eliminando los beneficios de captura del carbono.